# Phare de Kjølnes
Le phare de Kjølnes (en norvégien : Kjølnes fyr) est un  phare côtier situé sur la péninsule de Varanger, de la commune de Berlevåg, dans le comté de Finnmark (Norvège).
Il est géré par l'administration côtière norvégienne (en norvégien : Kystverket). Il est classé patrimoine culturel par le Riksantikvaren depuis 1998.

## Histoire
Un premier phare primitif a fonctionné au kérosène dès 1900 sur la péninsule de Varanger donnant sur la Mer de Barents. A la demande des pêcheurs locaux un second phare a été mis en service en 1916, et détruit pendant la Seconde Guerre mondiale par l'armée allemande. Il a été reconstruit dès 1947 et mis en service en 1949 à l'énergie électrique produit par un générateur puis relié au réseau en 1957. Il a été automatisé en 1989 et sans personnel depuis 1994. Il est placé en bout de la péninsule à environ 4 km à l'est de Berlevåg. Il est équipé d'un radar Racon émettant la lettre K. La lumière est allumée du 12 août au 24 avril de chaque année. La lumière est éteinte pendant l'été en raison du jour polaire.
La résidence des gardiens est utilisée comme maison d'hôtes depuis 1994 quand le phare a été automatisé.

## Description
Le phare est une tour carrée en béton de 22 mètres de haut, avec une galerie et une lanterne proche d'une maison de gardiens et d'autres bâtiments techniques. Le phare est peint en blanc et lanterne est rouge. Il émet, à une hauteur focale de 39 mètres, trois éclats blancs toutes les 40 secondes. Sa portée nominale est de 15 milles nautiques (environ 33 km).
Identifiant : ARLHS : NOR-138 ; NF-9633 - Amirauté : L4180 - NGA : 14548 .
|          |
| Le phare |

|            |
| la station |